# Município de Hunters Mill (condado de Gates, Carolina do Norte)
Localização da Carolina do Norte nos E.U.A.
O município de Hunters Mill (em inglês: Hunters Mill Township) é um localização localizado no  condado de Gates no estado estadounidense da Carolina do Norte. No ano 2000 tinha uma população de 1.301 habitantes.

## Geografia
O município de Hunters Mill encontra-se localizado nas coordenadas 36° 23′ 45,7″ N, 76° 35′ 58,35″ O.